# Музей скульптуры имени Петиных
Музей скульптуры имени Петиных  — первый музей скульптуры на территории Оренбургской области. В его создании лично приняла участие Надежда Гавриловна Петина, чья семья внесла большой вклад в культуру Оренбуржья. Музей располагается в доме семьи Петиных, построенном при участии Гавриила Петина в 1940 году. В экспозиции представлены семейные фото, книги, скульптуры, живописные полотна, а также мебель и личные вещи семьи Петиных, скульптуры из фондов музея ИЗО. В музее также действует гончарная мастерская, проходят лекции и мастер-классы.

## История музея

Надежда Гавриловна Петина

В июне 2020 г. Н.Г. Петина передала в дар Оренбургской области дом с великолепной мастерской. Вместе с помещением и садом художник подарила скульптуры, картины, личные вещи и фотографии. Дом-мастерская стал частью Областного музея изобразительных искусств. В ходе реконструкции там провели ремонт, а также воссоздали картину быта семьи скульпторов, атмосферу 1940-1960 годов.
15 декабря 2021 г. в Оренбурге состоялось открытие музея и выставки «Семья Петиных – достояние Оренбуржья». Сотрудники Областного музея изобразительных искусств подарили Надежде Петиной оренбургский пуховый платок. С открытием её поздравили коллеги и гости. Директор Музея изобразительных искусств Юрий Комлев зачитал строки из поздравительных писем в адрес нового культурного пространства от родственников художницы, музеев других регионов, художников. 
– Я от души благодарю всех, кто участвует в открытии Музея скульптуры. Мы с сестрой и внуком решили не продавать родовой дом-мастерскую, построенный моим отцом, а подарить его городу, в котором мы родились, выросли и работали всю жизнь.Надежда Петина, 

## Здание музея
Дом был построен в 1940 году. Здание состоит из двух частей – жилой зоны и мастерской. С 1940 по 1947 год здесь жил и работал Гавриил Петин – выдающийся оренбургский скульптор, член Союза художников СССР (1942). До 2013 года в доме проживала его дочь – заслуженный художник РСФСР, почётный гражданин Оренбурга Надежда Гавриловна Петина. Долгие годы дом был центром творческой жизни интеллигенции. В жилой зоне реконструирована обстановка советского интерьерного стиля 1940-1960 годов. Залы украшает фортепиано, два старинных зеркала, тумба, стол, гобелен, переданные Надеждой Петиной.